# لا ویلاین
رود ویلن (به فرانسوی: La Vilaine) در استان برتانی، فرانسه جاری است. این رود به اقیانوس اطلس شمال می ریزد و از شهرهایی همچون رن و فوژر می‌گذرد.